# Hieracium canescens
Hieracium canescens là một loài thực vật có hoa trong họ Cúc. Loài này được Link mô tả khoa học đầu tiên năm 1822.